# M-Wave
La M-Wave (エムウェーブ) est la salle de patinage de vitesse construite à l'occasion des Jeux olympiques d'hiver de 1998, à Nagano au Japon.

## Historique
La M-Wave est terminée en 1996. En 1997, les championnats du monde de patinage de vitesse y sont organisés. Elle accueille les compétitions de patinage de vitesse des Jeux olympiques d'hiver de 1998 ainsi que les cérémonies d'ouverture et de fermeture et les épreuves de hockey sur luge des Jeux paralympiques d'hiver de 1998.

## Description
La M-Wave est la première patinoire couverte du Japon à posséder un anneau de 400 mètres à deux pistes. C'est le plus grand site couvert des Jeux de Nagano, avec une surface au sol de 31 300 m2 et une capacité de 18 000 places. Le nom « M-Wave » provient de la forme du bâtiment, qui rappelle des vagues.

## Événements
- Championnats du monde de patinage artistique 2002